# Orchid (groupe)
Pour les articles homonymes, voir Orchid.
Orchid est un groupe de screamo américain, originaire d'Amherst, dans le Massachusetts. Considéré comme l'un des pionniers de la sonorité screamo, Orchid compte de nombreux extended play à la sonorité post-moderne et trois LP. Le groupe était composé du chanteur Jayson Green, du batteur Jeffrey Salane, du guitariste Will Killingsworth et du bassiste Geoff Garlock.
En 1999, Orchid fait paraître son tout premier album, Chaos Is Me, et, un an plus tard, son second album, Dance Tonight! Revolution Tomorrow!. En juillet 2002, il fait paraître son troisième album studio Gatefold et plus tard en septembre la même année, une compilation des meilleures musiques parues sur leurs deux premiers albums comportant 21 pistes. Plus tard, le groupe se sépare. À titre posthume, en 2005, Orchid fait paraître Totality, une compilation 24 pistes.

## Biographie
Le groupe se forme tandis que Jayson Green, Will Killingsworth, et Brad Wallace faisaient leurs études au Hampshire College, et Jeff Salane qui étudiait à Amherst (Massachusetts) au début de 1998. La majeure partie de leurs titres sont publiés sous format vinyle qu'ils partageaient souvent avec d'autres groupes. Leurs premiers albums studio se composent de Chaos is Me, Dance Tonight! Revolution Tomorrow! et d'un album auto-produit (souvent nommé Gatefold), distribués par Ebullition Records. 
À la fin de sa carrière, Orchid travaille sur de nombreux projets parallèles, aux côtés du chanteur Green, du bassiste Geoff Garlock et du batteur Salane qui formaient le groupe Panthers. Le guitariste Will Killingsworth jouait dans le groupe Bucket Full of Teeth et travaillait aux Dead Air Studios, son projet d'enregistrement se basant à Amherst, là où le groupe avait enregistré son tout dernier album studio. Ils étaient auparavant au Godcity avec le guitariste du groupe Converge, Kurt Ballou. Orchid a joué pour la dernière fois dans de nombreuses villes en 2002, le dernier étant à The Advocate au Harvard Square de Cambridge (Massachusetts), où ils ont joué avec Sinaloa et le groupe Wolves, rejoint par l'ancien bassiste d'Orchid, Brad Wallace.
Killingsworth dirige toujours son propre label, Clean Plate Records, alors que son groupe Bucket Full of Teeth enregistre de nouveaux titres, dont un LP sur Level Plane avant la formation du groupe Ampere. Green, Garlock, et Salane continuent de jouer dans le groupe Panthers, qui fait par la suite paraître deux albums. Brad rejoint plus tard Transistor Transistor pour jouer de la guitare. Jayson Green forme par la suite un groupe de punk hardcore nommé Violent Bullshit, avec les membres de Black Army Jacket et the Fiery Furnaces

## Style musical et postérité
Le style musical d'Orchid est décrit très rapide, dissonant, et chaotique, incorporant des éléments de powerviolence dans le screamo, mélange souvent désigné comme de l'« emoviolence », et leur style noté comme proche du grindcore,. Orchid sont connus pour leurs paroles proche du littéraire. Elles font références à Anna Karina, Theodor Adorno, Max Horkheimer et l'École de Francfort, Friedrich Nietzsche, Jacques Attali, Guy Debord, et à d'autres aspects de la culture européennes.

## Membres
- Jayson Green - chant, claviers, percussions (1997-2002)
- Jeffrey Salane - batterie, percussions (1997-2002)
- Will Killingsworth - guitare, claviers (1997-2002)
- Brad Wallace - basse (1998-1999)
- Geoff Garlock - basse (1999-2002)

## Discographie

### Albums studio
- 1999 : Chaos Is Me
- 2000 : Dance Tonight! Revolution Tomorrow!
- 2001 : Orchid

### Compilations
- 2002 : Dance Tonight! Revolution Tomorrow! + Chaos Is Me[9]
- 2005 : Totality[10]

### EP et split records
- Cassette audio démo (auto-produite)
- 1997 : Orchid / Pig Destroyer Split 7"
- 1998 : Self-Titled 7"
- 1998 : Orchid / Encyclopedia of American Traitors Split 7"
- 2000 : Orchid / Combat Wounded Veteran Split 6"
- 2000 : Orchid / The Red Scare Split 7"
- 2000 : Orchid / Jeromes Dream Skull Record[11]